# Печинци (община)
Печинци (серб. Пећинци) — община в Сербии, входит в Сремский округ.
Население общины составляет 22 055 человек (2007 год), плотность населения составляет 45 чел./км². Занимаемая площадь — 489 км², из них 69,2 % используется в промышленных целях.
Административный центр общины — село Печинци. Община Печинци состоит из 15 населённых пунктов, средняя площадь населённого пункта — 32,6 км².

## Статистика населения общины
| Год  | Население, чел. |
| ---- | --------------- |
| 1991 | 21 365          |
| 2001 | 21 418          |
| 2002 | 21 891          |
| 2003 | 22 262          |
| 2004 | 22 309          |
| 2005 | 22 303          |
| 2006 | 22 223          |
| 2007 | 22 055          |